# Eugène de Wurtemberg
Eugène de Wurtemberg né à Bückeburg le 20 août 1846 et mort à Dusseldorf le 27 janvier 1877 est un duc de Wurtemberg. Il appartient à la troisième branche dite première lignée ducale, elle-même issue de la première branche dite branche aînée de la Maison de Wurtemberg. Cette troisième branche s'éteint en 1903.

## Biographie
Arrière-arrière-petit-fils du duc régnant Frédéric-Eugène de Wurtemberg, Eugène de Wurtemberg, né en 1846, est le fils unique du duc Eugène-Guillaume de Wurtemberg (1820-1875) et de la princesse Mathilde de Schaumbourg-Lippe (1818-1891), mariés en 1843,.
Le duc Eugène grandit à Carlsruhe, dans un domaine de chasse appartenant à son père en Silésie. Il étudie à l'université de Tübingen. En 1866, il s'engage dans l'armée wurtembergeoise en tant que lieutenant. Il participe à la bataille de Gochsheim avec le 3e régiment de cavaliers (de) dans la guerre contre la Prusse.
Dès septembre 1866, cependant, il prend congé du service militaire jusqu'en 1870 pour poursuivre ses études. Il passe aussi parfois du temps à Paris. Avec son oncle, le duc Guillaume-Nicolas de Wurtemberg, il se rend aux États-Unis de juillet 1868 à janvier 1869. En 1868, il devient membre du Corps Saxonia Göttingen.
Eugène de Wurtemberg épouse à Stuttgart le 8 mai 1874 Vera Constantinovna de Russie (1854-1912), fille adoptive de son cousin le roi Charles Ier de Wurtemberg et de la reine Olga Nikolaïevna de Russie.
De cette union naissent, :
- Charles-Eugène de Wurtemberg (né à Stuttgart le 8 avril 1875 et mort au même lieu le 9 novembre 1875) ;
- Elsa de Wurtemberg (née à Stuttgart le 1er mars 1876 et morte à Pfafstätt près Munderfing le 27 mai 1936), qui épouse à Stuttgart le 6 mai 1897 Albert de Schaumbourg-Lippe (1869-1942), dont quatre enfants ;
- Olga de Wurtemberg (née à Stuttgart le 1er mars 1876 et morte à Ludwigsburg le 21 octobre 1932), jumelle de la précédente, qui épouse à Stuttgart le 3 novembre 1898 Maximilien de Schaumbourg-Lippe (1871-1904), dont trois fils.

Selon la version officielle, Eugène de Wurtemberg serait mort d'une chute de cheval le 27 janvier 1877, mais en réalité il a été mortellement blessé lors d'un duel à Düsseldorf.

## Honneurs

### Décorations nationales
- Grand-croix de l'ordre de la Couronne de Wurtemberg (1860).
- Grand-croix de l'ordre de Frédéric.
- Grand maître de l'ordre du Mérite militaire (Wurtemberg) (1871).

### Décorations étrangères
- Chevalier de l'ordre de la Fidélité (Bade) (Grand-duché de Bade).
- Chevalier de l'ordre de Saint-Hubert (Royaume de Bavière, 1874).
- Grand-croix de l'ordre de la Maison ernestine de Saxe (Duchés saxons).
- Grand-croix de l'ordre du Sauveur (Royaume de Grèce).
- Grand-croix de l'ordre de Louis Ier de Hesse (Grand-duché de Hesse).
- Grand-croix d'honneur de 1re classe de l'ordre de la Maison de Lippe (Principauté de Lippe).
- Grand-croix de l'ordre du Mérite du duc Pierre-Frédéric-Louis (grand-duché d'Oldenbourg, 1874).
- Chevalier de 1re classe de l'ordre de l'Aigle rouge (Royaume de Prusse).
- Chevalier de l'ordre de Saint-André (Empire russe).